# Heeressportzentrum

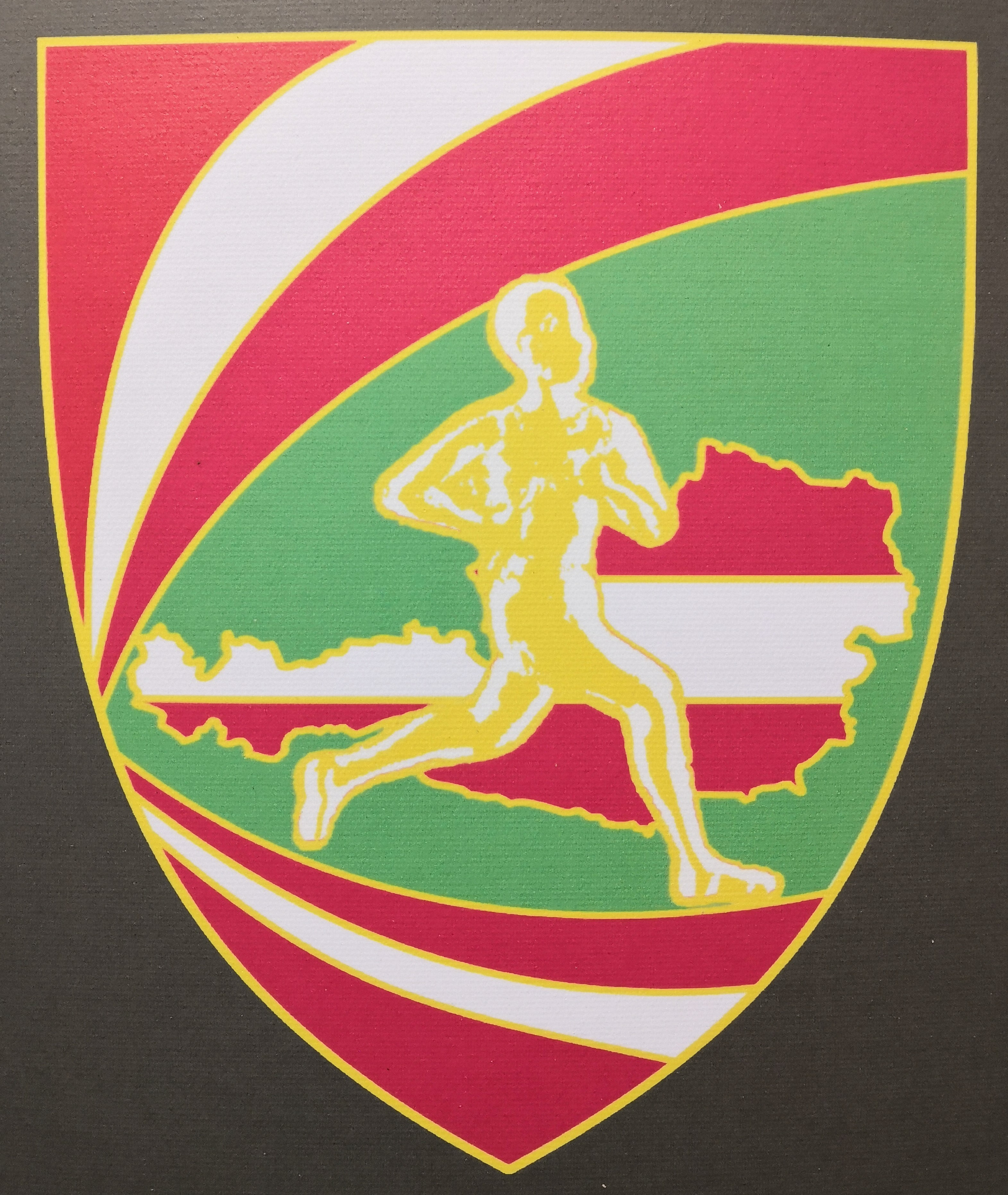
Das Logo des Heeressportzentrums

Das österreichische Heeressportzentrum ist Teil des Bundesheeres. Das Bundesheer ist seit dem Jahr 1958 Mitglied beim Conseil International du Sport Militaire  (CISM) und beschickt in verschiedenen Sportarten die Meisterschaften des CISM. Seit 1962 fördert der Bereich Heeressport den österreichischen Leistungssport und nimmt außerdem die Aufgaben der Sportausbildung im Bundesheer und die Erarbeitung sportwissenschaftlicher Grundlagen wahr.
Gefördert werden sowohl Sportarten von militärischem Interesse wie Militärischer Fünfkampf, Schießen, Biathlon, Orientierungslauf und Fallschirmsprung, als auch jene Sportarten, deren Fachverbände ordentliche Mitglieder der Österreichischen Bundes-Sportorganisation sind. Seit 1. Oktober 2016 werden auch Sportler mit besonderen Bedürfnissen (Behindertensportler) gefördert.

## Struktur
Der Heeressport unterhält deshalb österreichweit elf (Stand Mai 2024) Heeres-Leistungssportzentren, die Sportlerinnen und Sportlern die benötigten Trainingsmöglichkeiten bieten. Außerdem ist durch das Modell der Anstellung als Militärperson auf Zeit eine finanzielle Absicherung und Unterstützung für derzeit 280 Leistungssportler gewährleistet. Dadurch hat der Heeressport zahlreiche erfolgreiche Sportlerinnen und Sportler hervorgebracht, darunter Medaillengewinner bei sportlichen Groß-Events wie den Olympischen Spielen und Weltmeisterschaften. Traditionell stellt der Heeressport deshalb auch den Großteil des österreichischen Sportkaders bei Olympischen Sommerspielen, Paralympischen Spielen und anderen sportlichen Groß-Veranstaltungen.
Im Mai 2024 wurde ein Heeres-Leistungssportzentrum im Sportzentrum Niederösterreich in St. Pölten eröffnet. Neben der Südstadt und Seebenstein gibt es auch Leistungszentren in Wien, Linz, Graz, Salzburg, Innsbruck, am Faaker See, in Dornbirn und Hochfilzen.

## Kernaufgaben
Das Heeressportzentrum ist neben der Athletenbetreuung im Zuge der Spitzensportförderung auch für die Aus-, Fort- und Weiterbildung von Sportfachpersonal sowie für die Unterstützung der heeresinternen Akademien und Schulen bei der Durchführung der Körperausbildung in Kooperation mit den österreichischen Bundes - Sportakademien verantwortlich.
- Leistungssportförderung seit 1962
- Sportausbildung im Bundesheer
- Erarbeitung sportwissenschaftlicher Grundlagen

## Leistungssportförderung
- Athletenbeurteilung und Mitwirkung in der Auswahl für Aufnahme und Weiterverpflichtung
- Führung der Schwerpunktsportarten
- Betreuung der Sportarten der Bundes-Sportorganisation
- Organisation von und Entsendung zu Veranstaltungen des Internationalen Militärsportverbands (CISM - Conseil International du Sport Militaire)[2]

## Personal (Stand 2020)
- 280 Militärpersonen auf Zeit
- 20 Vertragsbedienstete (Behindertensportler)
- 150 Grundwehrdiener[5]

## Erfolgreiche Olympiaathleten (Auswahl)
Winter
- Felix Gottwald, Nordische Kombination: 3 × Gold (2006, 2010), 1 × Silber (2006), 3 × Bronze (2002)
- Andreas und Wolfgang Linger, Rodeln Doppelsitzer: 2 × Gold (2006, 2010), 1 × Silber (2014)
- Dominik Landertinger, Biathlon: 2 × Silber (2010, 2014) 2 × Bronze (2014, 2018)
- Anton Innauer, Skisprung: 1 × Gold (1980)
- Benjamin Karl, Snowboard: 1 × Silber (2010), 1 × Bronze (2014), 1 × Gold (2022)

Sommer
- Roman Hagara und Hans Peter Steinacher, Segeln: 2 × Gold (2000/2004)
- Lara Vadlau und Lukas Mähr, Segeln: 1 × Gold (2024[7])
- Christoph Sieber, Windsurfen: 1 × Gold (2000)
- Thomas Zajac und Tanja Frank, Segeln: 1 × Bronze (2016)
- Ludwig Paischer, Judo: 1 × Silber (2008)
- Michaela Polleres[8], Judo: 1 × Silber (2021[9]), Judo 1 × Bronze (2024[10])
- Shamil Borchashvili[8], Judo: 1 × Bronze (2021[9])
- Magdalena Lobnig[8], Ruder-Einer: 1 × Bronze (2021[9])
- Lukas Weißhaidinger[8], Leichtathletik/Diskus: 1 × Bronze (2021[9])
- Bettina Plank[8], Karate: 1 × Bronze (2021[9])
- Jakob Schubert[8], Klettern: 1 × Bronze (2021[9]), Klettern (Boulder & Lead): 1 × Bronze (2024[11])
- Jessica Pilz, Klettern (Boulder & Lead): 1 × Bronze (2024[12])

## COVID-19-Pandemie in Österreich
Im Rahmen der COVID-19-Pandemie in Österreich waren zahlreiche Heeressportler im Assistenzeinsatz tätig. Der Schwerpunkt lag dabei in der Unterstützung der Logistik im Bereich der Zentrallager.